# Tratamiento de la parálisis cerebral

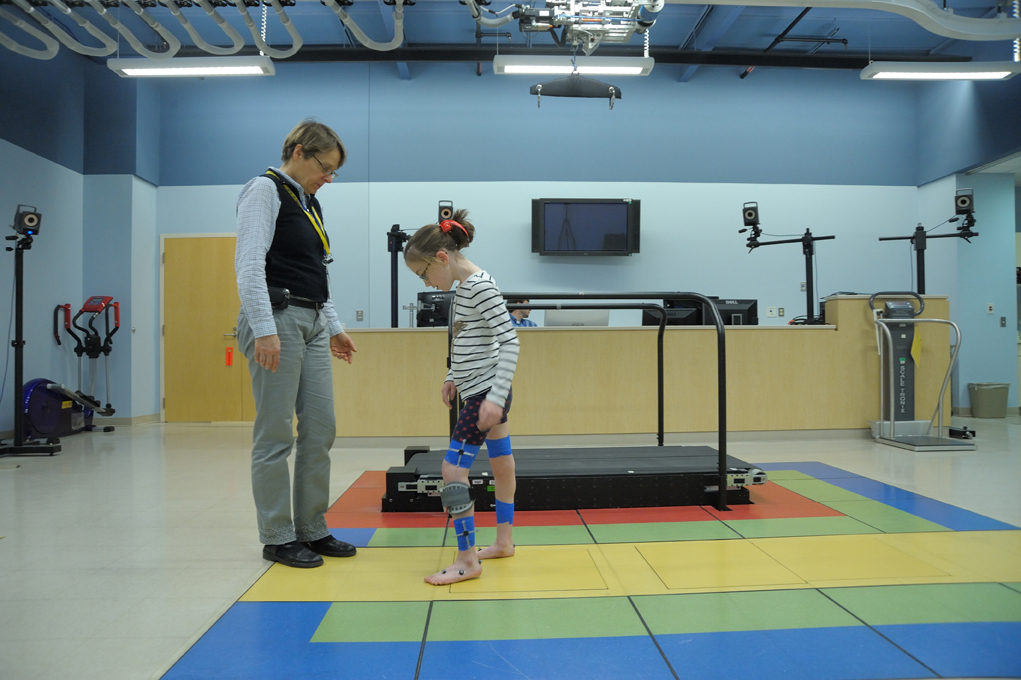
Los investigadores están desarrollando un dispositivo de estimulación eléctrica diseñado específicamente para niños con parálisis cerebral, que tienen un pie caído que provoca tropezar al caminar.

Con el tiempo, el enfoque de la parálisis cerebral gestión se ha alejado de los intentos estrechos para corregir problemas físicos individuales –tales como la espasticidad en una extremidad en particular– a hacer tales tratamientos parte de un objetivo más amplio de la maximización de la independencia y de la persona de la comunidad de compromiso. : 886  Gran parte de la terapia infantil tiene como objetivo mejorar la marcha y la marcha. Aproximadamente el 60% de las personas con parálisis cerebral pueden caminar de forma independiente o con ayudas en la edad adulta. Sin embargo, la base de evidencia para la efectividad de los programas de intervención que reflejan la filosofía de la independencia aún no se ha puesto al día: las intervenciones efectivas para las estructuras y funciones corporales tienen una base sólida de evidencia, pero faltan pruebas para intervenciones efectivas dirigidas a la participación, el entorno o las funciones personales. factores. Tampoco hay buena evidencia que demuestre que una intervención que sea efectiva a nivel corporal específico resultará en una mejora en el nivel de actividad, o viceversa. Aunque tal beneficio cruzado podría ocurrir, no se han realizado suficientes estudios de alta calidad para demostrarlo.
Debido a que la parálisis cerebral tiene "diversa gravedad y complejidad" a lo largo de la vida, se puede considerar una colección de afecciones para fines de manejo. Se recomienda un enfoque multidisciplinario para el tratamiento de la parálisis cerebral, centrado en "maximizar la función, la elección y la independencia individuales" de acuerdo con los objetivos de la Clasificación Internacional de Funcionamiento, Discapacidad y Salud. El equipo puede incluir un pediatra, un visitador de salud, un trabajador social, un fisioterapeuta, un ortopedista, un terapeuta del habla y el lenguaje, un terapeuta ocupacional, un maestro especializado en ayudar a niños con discapacidad visual, un psicólogo educativo, un cirujano ortopédico, un neurólogo y neurocirujano.
Hay varias formas de terapia disponibles para las personas que viven con parálisis cerebral, así como para los cuidadores y los padres. El tratamiento puede incluir uno o más de los siguientes: fisioterapia, terapia ocupacional, terapia del lenguaje, hidroterapia, medicamentos para controlar las convulsiones, aliviar el dolor o relajar los espasmos musculares (por ejemplo, benzodiazepinas); cirugía para corregir anomalías anatómicas o liberar músculos tensos; aparatos ortopédicos y otros dispositivos ortopédicos; caminantes rodantes; y ayudas para la comunicación, como computadoras con sintetizadores de voz adjuntos.[cita requerida] Una revisión Cochrane publicada en 2004 encontró una tendencia hacia el beneficio de la terapia del habla y el lenguaje para los niños con parálisis cerebral, pero señaló la necesidad de una investigación de alta calidad. Una revisión sistemática de 2013 encontró que muchas de las terapias utilizadas para tratar la PC no tienen una buena base de evidencia; los tratamientos con la mejor evidencia son medicamentos (anticonvulsivos, toxina botulínica, bisfosfonatos, diazepam), terapia (entrenamiento bimanual, yeso, terapia de movimiento inducida por restricción, terapia centrada en el contexto, entrenamiento físico, entrenamiento dirigido a objetivos, vigilancia de cadera, programas en el hogar, terapia ocupacional después de la toxina botulínica, cuidados de la presión) y cirugía (rizotomía dorsal selectiva).

## Estilo de vida

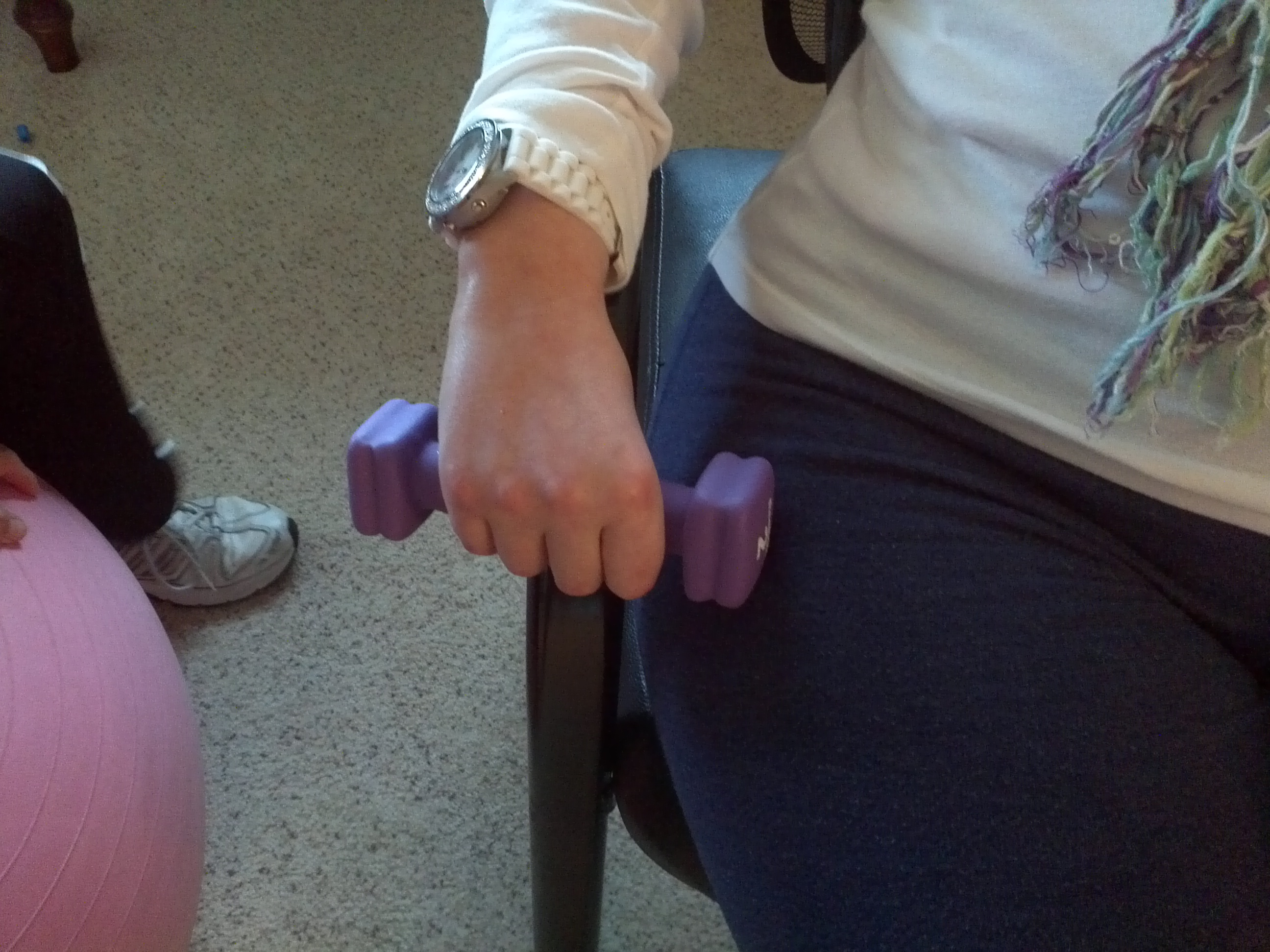
Fisioterapia utilizada para tratar la hemiplejía espástica.

La actividad física está recomendada para personas con parálisis cerebral, especialmente en términos de resistencia cardiorrespiratoria, fortalecimiento muscular y reducción del sedentarismo. La participación en la actividad física puede complementar o reemplazar algunas formas de terapia. Se ha argumentado que las personas con parálisis cerebral necesitan mantener un mayor nivel de aptitud física que la población en general para compensar la pérdida de funcionalidad a medida que envejecen. El acceso al ejercicio a menudo puede depender de la percepción de los cuidadores de si beneficiará a la persona con PC. Ha habido un interés creciente en mantener la fuerza muscular a lo largo de la vida de una persona con parálisis cerebral. La capacidad aeróbica no se evalúa de forma rutinaria en personas con parálisis cerebral en un contexto de rehabilitación, pero se ha recomendado el uso de las pruebas de Wingate. Se han utilizado métodos de cambio de comportamiento para promover la actividad física entre los jóvenes con parálisis cerebral, pero no hay evidencia significativa de que funcionen. Es difícil mantener un cambio de comportamiento en términos de aumento de la actividad física de los niños con parálisis cerebral. Aunque el ejercicio se recomienda comúnmente, hay solo una pequeña cantidad de evidencia que dice que el ejercicio aeróbico es bueno para la función motora gruesa en los niños. El ejercicio puede aumentar el bienestar de las personas con parálisis cerebral. Con respecto a los deportes, la cantidad de ejercicio recomendada debe ser exclusiva de las demandas del deporte en cuestión, el efecto de la condición del individuo en el rendimiento y la posibilidad de causar un empeoramiento de la condición. Se recomienda para fomentar la integración de ejercicio moderado a vigoroso, incluido el uso de una bicicleta elíptica asistida por motor. Se cree que esto mejora la condición física y el funcionamiento. 
El entrenamiento funcional de la marcha en niños y adultos jóvenes con parálisis cerebral mejora su capacidad para caminar. Existe evidencia de que el entrenamiento en cinta antigravedad puede mejorar la marcha y el equilibrio de los niños con parálisis cerebral dipléjica y también puede reducir el riesgo de caídas en estos niños. 
Se debe seguir un calendario de vacunación normal, ya que las enfermedades prevenibles pueden quitar la energía que una persona con parálisis cerebral utilizaría normalmente en la vida diaria.

## Fisioterapia
Los programas de fisioterapia (también conocidos como fisioterapia, rehabilitación o simplemente terapia) están diseñados para alentar al paciente a desarrollar una base de fuerza para mejorar la marcha y el movimiento volitivo, junto con programas de estiramiento para limitar las contracturas. Los fisioterapeutas pueden enseñar a los padres cómo colocar y manejar a su hijo para las actividades de la vida diaria. La necesidad de fisioterapia de por vida para el tono muscular, la estructura ósea y la prevención de la dislocación articular se ha debatido en términos de los costos y beneficios de dicha terapia. Los niños pueden encontrar aburrida la fisioterapia a largo plazo. Los ejercicios de fisioterapia están diseñados para mejorar el equilibrio, el control postural, la marcha y ayudar con la movilidad y el traslado de la persona con parálisis cerebral, por ejemplo, de una silla de ruedas a una cama.
La terapia de lenguaje ayuda a controlar los músculos de la boca y la mandíbula y ayuda a mejorar la comunicación. Así como la parálisis cerebral puede afectar la forma en que una persona mueve los brazos y las piernas, también puede afectar la forma en que mueve la boca, la cara y la cabeza. Esto puede dificultar la respiración de la persona; hablar con claridad; y morder, masticar y tragar alimentos. La terapia del habla a menudo comienza antes de que un niño comience la escuela y continúa durante los años escolares.
La biorretroalimentación es una terapia en la que las personas aprenden a controlar los músculos afectados. Se ha descubierto que la terapia de biorretroalimentación mejora significativamente la marcha en niños con parálisis cerebral. La terapia del espejo se ha utilizado para mejorar la función de la mano y se ha descubierto que "en general es eficaz para mejorar la fuerza muscular, la velocidad motora, la actividad muscular y la precisión de ambas manos". La terapia del espejo de segunda generación, que incluye el uso de robótica o realidad virtual, se ha desarrollado desde la década de 2000, sin embargo, la evidencia que respalda esto es de baja calidad.
La terapia de masaje está diseñada para ayudar a relajar los músculos tensos, fortalecer los músculos y mantener las articulaciones flexibles.
El análisis de la marcha se utiliza a menudo para describir las anomalías de la marcha en los niños. Se ha demostrado que el entrenamiento de la marcha mejora la velocidad al caminar en niños y adultos jóvenes con parálisis cerebral.
La terapia ocupacional ayuda a adultos y niños a maximizar su función, adaptarse a sus limitaciones y vivir de la manera más independiente posible. Se utiliza una filosofía centrada en la familia con los niños que tienen parálisis cerebral. Los terapeutas ocupacionales trabajan en estrecha colaboración con las familias para abordar sus preocupaciones y prioridades para su hijo. El cuidado centrado en la familia es un paradigma que se utiliza a menudo con familias con un niño con parálisis cerebral. Una revisión de cómo los padres facilitan la participación de sus hijos encontró que los padres típicamente "habilitan y apoyan el desempeño de actividades significativas" y "habilitan, cambian y usan el entorno", pero que hay poco escrito sobre las necesidades de los padres.
La PC suele causar hemiplejía. Las personas con hemiplejía tienen un uso limitado de las extremidades de un lado del cuerpo y tienen un uso normal de las extremidades del otro lado. Las personas con hemiplejía a menudo se adaptan ignorando las extremidades limitadas y realizando casi todas las actividades con las extremidades no afectadas, lo que puede provocar un aumento de los problemas con el tono muscular, el control motor y la amplitud de movimiento. Una técnica emergente llamada terapia de movimiento inducida por restricción (CIMT) está diseñada para abordar esto. En CIMT, las extremidades no afectadas están constreñidas, lo que obliga al individuo a aprender a usar las extremidades afectadas.A 2007 Había evidencia preliminar limitada de que el CIMT es efectivo, pero se necesitan más estudios antes de que pueda recomendarse con confianza. CIMT, CIMT modificado y uso forzado son tres terapias de movimiento que se han examinado. El CIMT se define como “sujeción del miembro superior no afectado [...], con más de tres horas de terapia por día […] y se proporciona durante al menos dos semanas consecutivas”. El CIMT modificado (mCIMT) se define como “restricción de la extremidad superior no afectada y menos de tres horas diarias de terapia proporcionada a la extremidad afectada”. El uso forzado es cuando "se aplica la restricción de la extremidad superior no afectada pero no se proporciona tratamiento adicional de la extremidad superior afectada". Una revisión concluyó que existe una tendencia positiva a favor de las tres terapias mencionadas. 
Una comparación del entrenamiento bimanual (BIT) y CIMT encontró que no había diferencias significativas entre los dos en términos de efectos. Sin embargo, el entrenamiento bimanual puede integrarse mejor en la vida diaria de un niño, porque los objetivos del entrenamiento bimanual son más funcionales. El CIMT tiene algunas ventajas, como que los terapeutas pueden concentrarse únicamente en el brazo afectado y que el niño no tiene más remedio que utilizar el brazo afectado en sus actividades de la vida diaria, ya que su brazo no afectado está restringido. En el entrenamiento bimanual, el niño puede continuar usando el brazo no afectado para compensar si su terapeuta o padre no les recuerda que usen ambas manos.
Sin embargo, solo hay algunos beneficios de la terapia. El tratamiento suele ser sintomático y se centra en ayudar a la persona a desarrollar tantas habilidades motoras como sea posible o aprender a compensar la falta de ellas. Las personas con parálisis cerebral que no hablan a menudo tienen éxito aprovechando la comunicación aumentativa y alternativa (CAA).
Las pruebas terapéuticas para evaluar el equilibrio no parecen tener una buena evidencia de su confiabilidad y capacidad de respuesta. Las pruebas con la evidencia más sólida son la Escala de medición del control del tronco y la Escala del nivel de sentado (cuando se mide la capacidad para mantener el equilibrio), la prueba Timed Up and Go (cuando se mide la capacidad para lograr el equilibrio) y la Evaluación segmentaria del control del tronco (al restablecer el equilibrio).

## Tecnología de asistencia
La tecnología de asistencia se utiliza comúnmente para promover la independencia de las personas con discapacidad. Las tecnologías de uso común para las personas con parálisis cerebral pueden incluir elevadores de pacientes, sillas de ruedas eléctricas, aparatos ortopédicos, sistemas de asientos, ayudas para la hora de comer (como cubiertos de mango grande y alfombrillas antideslizantes), ayudas para la movilidad, bipedestadores, sillas de ruedas no motorizadas, sistemas de aumento y dispositivos alternativos de comunicación y generación de voz. Scope ha identificado la impresión 3D como un área prometedora para poder imprimir ortesis personalizadas bajo demanda.
Los dispositivos ortopédicos como las ortesis de tobillo y pie (AFO) a menudo se prescriben para lograr los siguientes objetivos: corregir y / o prevenir la deformidad, proporcionar una base de apoyo, facilitar el entrenamiento de habilidades y mejorar la eficiencia de la marcha. La evidencia disponible sugiere que las ortesis pueden tener efectos positivos en todos los parámetros temporales y espaciales de la marcha, es decir, velocidad, cadencia, longitud del paso, longitud de la zancada, apoyo simple y doble. También se ha descubierto que los AFO reducen el gasto energético. A menudo, los niños con parálisis cerebral requieren ortesis, como yesos y férulas, para corregir o prevenir anomalías en las articulaciones, estabilizar las articulaciones, prevenir movimientos no deseados, permitir el movimiento deseado y prevenir el acortamiento muscular permanente. Las ortesis también pueden facilitar el vestir o mantener la higiene. El entablillado de las extremidades inferiores es especialmente beneficioso para proporcionar una base de apoyo y facilitar la marcha. Es igualmente importante que el niño pueda realizar las actividades diarias y prevenir deformidades articulares. 
Los niños con parálisis cerebral tienen dificultades con la movilidad y la postura. Los terapeutas ocupacionales a menudo evalúan y prescriben equipos para sentarse y sillas de ruedas. Una silla de ruedas adecuada estabilizará el cuerpo para que el niño pueda usar sus brazos para otras actividades. Las sillas de ruedas, por lo tanto, mejoran la independencia.
Las viviendas accesibles pueden ayudar a algunas personas con parálisis cerebral, en particular a los usuarios de sillas de ruedas. 
Las tecnologías de asistencia que se utilizan durante el sueño para posicionar el cuerpo y evitar la migración dolorosa de la cadera se denominan "sistemas de posicionamiento durante el sueño". Los estudios sobre su eficacia son de mala calidad.

## Medicamento
Se han utilizado varios tipos de medicamentos para tratar los distintos tipos de parálisis cerebral. Los adultos con parálisis cerebral tienen más probabilidades de usar medicamentos para controlar el dolor que los métodos activos de control del dolor.

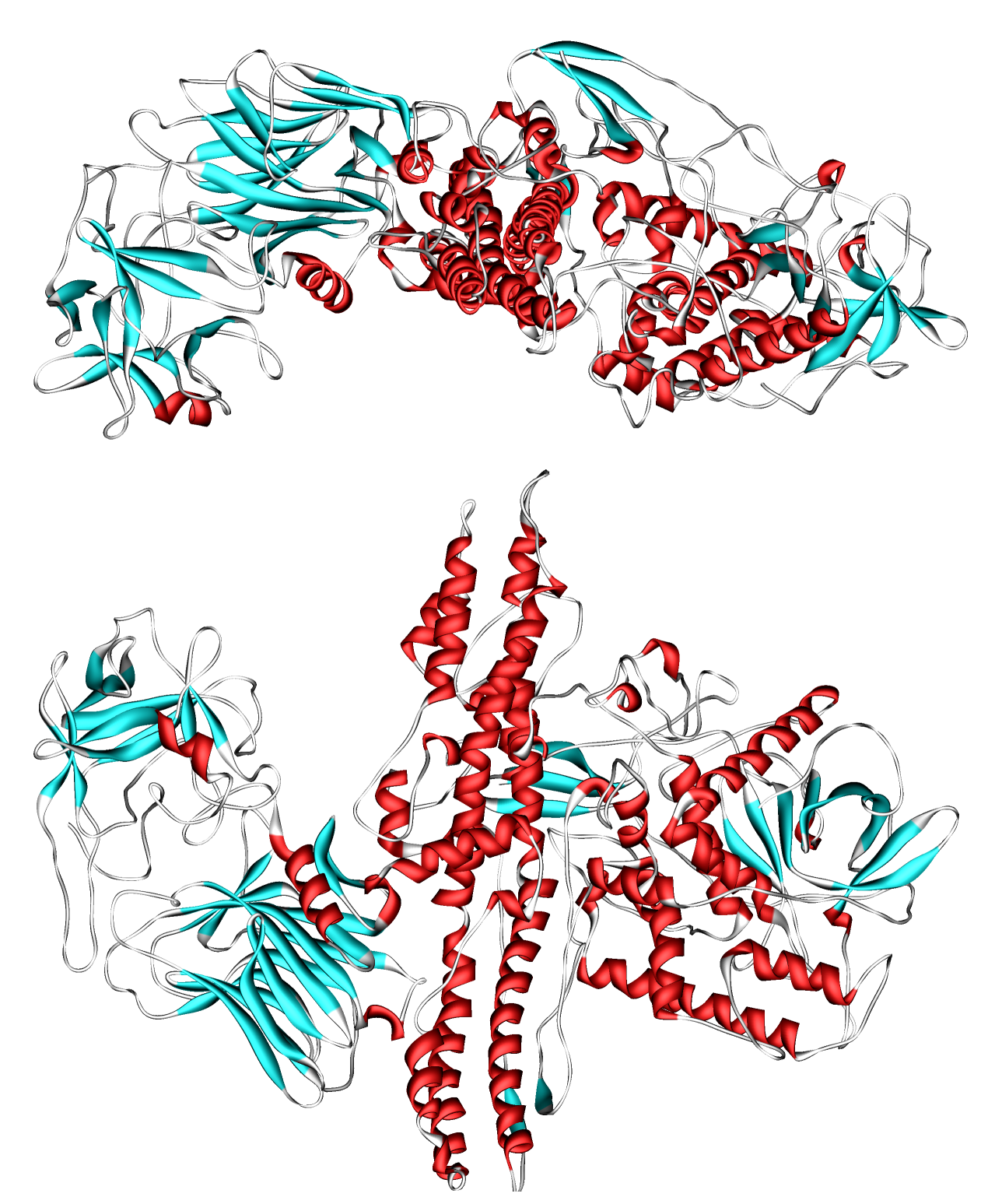
alt = Representación animada de la toxina botulínica. Entrada de PDB

Las inyecciones de toxina botulínica se administran en músculos espásticos o, a veces, distónicos, con el objetivo de reducir la hipertonía muscular que puede ser dolorosa. Una reducción del tono muscular también puede facilitar el uso de aparatos ortopédicos y ortopédicos. Se inyectan los músculos de la extremidad inferior y de la extremidad superior. La toxina botulínica es un tratamiento focal, lo que significa que se puede inyectar un número limitado de músculos al mismo tiempo. El efecto de la toxina es reversible y puede ser necesaria una reinyección cada 4 a 6 meses. En los niños, disminuye la espasticidad y mejora la amplitud de movimiento, por lo que se ha vuelto de uso común. La toxina botulínica se ha utilizado en el tratamiento de la PC durante aproximadamente dos décadas y puede recomendarse para niños mayores de dos años. Dos revisiones sistemáticas publicadas en 2010 y 2020 encontraron que existe evidencia de alto nivel en el uso de la toxina botulínica como un complemento de la terapia a la terapia ocupacional, entre otras modalidades de fisioterapia, para controlar la espasticidad en los brazos de niños con parálisis cerebral. Sin embargo, no existe una investigación sólida asociada con el uso de la toxina botulínica en el manejo de la espasticidad en las piernas o la mejora de la marcha en comparación con el yeso. Se necesitan más pruebas relacionadas con la frecuencia y la dosis de las inyecciones en lo que respecta a los resultados a largo plazo para respaldar o refutar el uso de la toxina botulínica en el tratamiento de la espasticidad de las extremidades inferiores en niños con parálisis cerebral. 
Las dosis de toxina botulínica se han basado en opiniones de expertos más que en prácticas basadas en evidencia. Las dosis recomendadas se han reducido recientemente para reducir los efectos secundarios graves, incluido el volverse sensible a la toxina botulina y desarrollar una respuesta alérgica. Se han observado mayores riesgos en niños que se encuentran en los niveles IV y V del GMFCS. Una revisión sobre el tratamiento del babeo en niños con parálisis cerebral encontró que no era posible decir si las intervenciones funcionaban o eran seguras, incluida la toxina botulínica A y la benzatropina y el glicopirrolato.
Los bisfosfonatos se utilizan para tratar la osteoporosis en adultos. La osteoporosis es común en niños con parálisis cerebral y se han utilizado bisfosfonatos no orales para tratar a niños con una densidad de masa ósea muy baja y antecedentes médicos de fractura por fragilidad.
Una revisión Cochrane de 2018 (un estudio cumplió con los criterios de inclusión) sobre el uso de trihexifenidilo para la distonía no encontró pruebas suficientes de su efectividad.
Se pueden usar anticolinérgicos para reducir el babeo, pero pueden contribuir al estreñimiento.
El baclofeno o el diazepam oral se utilizan para reducir la espasticidad que provoca dolor, espasmos musculares o discapacidad funcional. El baclofeno se usa para un efecto a largo plazo y actúa a nivel espinal. El diazepam es de acción rápida.
A veces, los medicamentos utilizados para controlar los aspectos físicos de la parálisis cerebral pueden tener efectos sobre la salud mental de la persona, o los medicamentos utilizados para controlar la salud mental pueden afectar la función motora.

## Cirugía ortopédica
Las deformidades en los niños con parálisis cerebral son inherentemente conocidas por ser multiplano, es decir, que ocurren en más de un plano, como el plano transversal a través del cual ocurre la rotación y el plano sagital a través del cual ocurre la flexión-extensión de la articulación. Además, las deformidades en los niños con parálisis cerebral son característicamente multinivel, es decir, ocurren simultáneamente en más de una articulación. Esto se suma a la complejidad del tratamiento ortopédico de los niños con parálisis cerebral. Por lo tanto, la cirugía ortopédica multinivel es el pilar del tratamiento ortopédico. La cirugía ortopédica multinivel puede incluir tejidos blandos como alargamiento o transferencia de tendones y / o cirugía ósea como osteotomías óseas correctivas. La cirugía ortopédica multinivel generalmente se realiza en una sola sesión anestésica. Esto permite la institución de un protocolo de rehabilitación posoperatoria y reduce las tasas de ingreso hospitalario. La cirugía ortopédica se utiliza ampliamente para corregir deformidades fijas y mejorar la capacidad funcional y el patrón de marcha de los niños con parálisis cerebral. Las deformidades dinámicas como el equino del tobillo y la deformidad en aducción de la cadera que provocan subluxación suelen tratarse de forma conservadora con ejercicios; yesos seriados e inyecciones de toxina botulínica tipo A. Este principal objetivo de estas medidas conservadoras es impedir o prevenir la aparición de deformidades articulares fijas o estáticas. Una vez que se desarrollan contracturas articulares (deformidades fijas) o se produce una subluxación o dislocación articular, el tratamiento quirúrgico podría volverse obligatorio. Es de suma importancia retrasar la edad a la que se hace necesaria la intervención quirúrgica ortopédica, ya que la cirugía en una etapa temprana de la vida conlleva un mayor riesgo de recurrencia de la deformidad, especialmente en los casos de equinos de tobillo. Además, el alargamiento injustificado del tendón de Aquiles conlleva el riesgo de un alargamiento excesivo y el posterior deterioro de la marcha, es decir, marcha agachada. En general, la cirugía ortopédica para niños con parálisis cerebral consiste en liberación de tendones, alargamiento, transposición y osteotomías correctivas. Por ejemplo, el tobillo en equino fijo / estático suele tratarse mediante el alargamiento aponeurótico del gastrocnemio-sóleo o el alargamiento del tendón de Aquiles. La subluxación / luxación de la cadera suele tratarse mediante la liberación de la musculatura aductora con o sin liberación del tendón psoas junto con osteotomías femorales y pélvicas. Esto tiene como objetivo la contención y preservación de la articulación de la cadera. En el caso de que la dislocación de la articulación de la cadera se vuelva duradera y dolorosa en niños mayores o en la adolescencia, la cirugía de rescate de cadera puede ser una opción para reducir el dolor, ayudar a amamantar y mejorar el equilibrio sentado. Una variedad de procedimientos quirúrgicos se incluyen en el salvamento de cadera, a saber, osteotomía de valuación y resección de la cabeza femoral. La artroplastia total de cadera se recomienda para aquellos con un esqueleto maduro, que probablemente también tengan un deterioro menos grave. Dado que la PC es muy heterogénea en su presentación, la cirugía debe considerarse caso por caso.
La cirugía ortopédica generalmente involucra uno o una combinación de:
- La cirugía ortopédica, como se mencionó anteriormente, implica la liberación de músculos tensos y contracturas de articulaciones fijas, y osteotomías correctivas realizadas básicamente para restaurar la mala alineación sagital y rotacional de los huesos. La cirugía ortopédica se realiza con mayor frecuencia en las caderas, las rodillas, los isquiotibiales y los tobillos. Por ejemplo, la liberación del aductor de la cadera, el alargamiento musculotendinoso para la marcha en equino, la osteotomía de derotación femoral y la osteotomía de extensión de rodilla se practican comúnmente.[69][70][71] Con menos frecuencia, esta cirugía se puede utilizar en personas con rigidez de codos, muñecas, manos y dedos.[72]

## Otras cirugías
- La inserción de una bomba de baclofeno generalmente durante las etapas mientras una persona es un adulto joven. Por lo general, se coloca en el abdomen izquierdo. Es una bomba que se conecta a la médula espinal, mediante la cual libera dosis de baclofeno para aliviar la flexión muscular continua. El baclofeno es un relajante muscular y a menudo se administra por vía oral a las personas para ayudar a contrarrestar los efectos de la espasticidad, aunque tiene el efecto secundario de sedar al individuo.[73] La bomba se puede ajustar si el tono muscular empeora en determinados momentos del día o de la noche. La bomba de baclofeno es más apropiada para personas con rigidez severa crónica o movimiento muscular incontrolado en todo el cuerpo.[74] Existe una pequeña cantidad de evidencia de que las bombas de baclofeno son efectivas a corto plazo.
- Cortar los nervios de las extremidades más afectadas por movimientos y espasmos. Este procedimiento, llamado rizotomía ("rizo" que significa raíz y "tomy" que significa "corte de" del sufijo griego tomia ), reduce los espasmos y permite más flexibilidad y control de las extremidades y articulaciones afectadas.[75][76]
- Traqueotomía[77]
- Cirugía dental
- Endoscopia diagnóstica
- Funduplicatura de Nissen

Hay otros procedimientos quirúrgicos disponibles para tratar de ayudar con otros problemas. Aquellos que tienen serias dificultades para comer pueden someterse a un procedimiento llamado gastrostomía: se corta un orificio a través de la piel del abdomen hasta el estómago para permitir un tubo de alimentación. No hay buena evidencia sobre la efectividad o seguridad de la gastrostomía. Las gastrostomías están asociadas con una menor esperanza de vida, probablemente debido a problemas subyacentes para tragar más que al procedimiento en sí. 

## Otros
La vibración de todo el cuerpo puede mejorar la velocidad, la función motora gruesa y la densidad ósea del fémur en niños con parálisis cerebral.
La terapia acuática o la hidroterapia son terapias de uso común para niños con parálisis cerebral, pero la evidencia de su efectividad es mixta. Los posibles beneficios de la terapia acuática es que los niños pueden encontrarla más interesante que hacer ejercicio en tierra, y pueden probar diferentes tipos de movimiento, como saltar o brincar, con menos impacto en sus articulaciones. Si bien el ejercicio acuático es factible y tiene un bajo riesgo de efectos adversos, no está clara la dosis requerida para marcar la diferencia en las habilidades motoras gruesas.
La vigilancia de la cadera es el término para monitorear a un niño con parálisis cerebral que está en riesgo de dislocación de cadera para tratar de evitar que ocurra la dislocación. La definición moderna de parálisis cerebral incluye efectos esqueléticos secundarios en el niño. El sistema de clasificación de la función motora gruesa es un buen indicador de problemas de cadera, y ocurre más comúnmente en niños con tetraplejía espástica o cuadriplejía espástica, pero es difícil saber qué tipo de parálisis cerebral tiene un niño a la edad en que El desplazamiento de la cadera puede convertirse primero en un problema (a veces a los 2 años, pero más comúnmente entre los 3 y 4 años). Los niños son evaluados por el riesgo de desplazamiento de cadera mediante radiografía.
La musicoterapia se ha utilizado en PC para motivar o relajar a los niños, o se ha utilizado como retroalimentación auditiva. Tocar instrumentos de percusión se ha utilizado como parte del trabajo en grupo en la terapia. Las lecciones de piano pueden ser beneficiosas en la rehabilitación de PC, sin embargo, se necesita más investigación.
Si bien existe un gran interés en utilizar la rehabilitación de videojuegos con niños con parálisis cerebral, es difícil comparar los resultados entre los estudios y, por lo tanto, llegar a conclusiones basadas en la evidencia sobre su efectividad. Dado que los videojuegos son populares, pueden ayudar a los niños a motivarlos a continuar con la terapia. Existe evidencia moderada de mejoras en el equilibrio y las habilidades motoras en niños y adolescentes, pero no se recomienda como una terapia eficaz.
Los perros de servicio se pueden utilizar para ayudar a las personas que tienen convulsiones como parte de su PC.
Los cuidadores han utilizado el yoga como parte de las terapias físicas para niños para ayudarles a desarrollar las habilidades motoras básicas.

## Terapia alternativa
No ha habido mucha investigación sobre el uso de la medicina alternativa para tratar la parálisis cerebral. La acupuntura se ha utilizado como tratamiento para la parálisis cerebral desde al menos la década de 1980, pero hasta 2009, no ha habido revisiones Cochrane sobre la efectividad de la acupuntura en el tratamiento de la parálisis cerebral. En la Medicina Tradicional China, la parálisis cerebral a menudo se incluye en el diagnóstico tradicional del "síndrome de los 5 retrasos". La terapia asistida por delfines, los trajes de Adeli y la oxigenoterapia hiperbárica han sido criticadas por ser una medicina alternativa y contraria a la práctica de la medicina basada en la evidencia.
La terapia de oxígeno hiperbárico (TOHB), en la que se inhala oxígeno presurizado dentro de una cámara hiperbárica, se ha estudiado bajo la teoría de que la mejora de la disponibilidad de oxígeno para las células cerebrales dañadas puede reactivar algunas de ellas para que funcionen normalmente. Sin embargo, el TOHB no produce una diferencia significativa con respecto al aire ambiental presurizado, y algunos niños que se someten a TOHB pueden experimentar eventos adversos como convulsiones y la necesidad de tubos de compensación de la presión del oído.
El modelado es una forma controvertida de terapia alternativa para las personas con parálisis cerebral. El método es promovido por The Institutes for the Achievement of Human Potential (IAHP), una organización sin fines de lucro de Filadelfia, pero ha sido criticado por la Academia Estadounidense de Pediatría.
Conductive education (CE) was developed in Hungary from 1945 based on the work of András Pető. It is a unified system of rehabilitation for people with neurological disorders including cerebral palsy, Parkinson's disease and multiple sclerosis, amongst other conditions. It is theorised to improve mobility, self-esteem, stamina and independence as well as daily living skills and social skills. The conductor is the professional who delivers CE in partnership with parents and children. Skills learned during CE should be applied to everyday life and can help to develop age-appropriate cognitive, social and emotional skills. It is available at specialised centres.[cita requerida]
Las revisiones no están de acuerdo sobre la utilidad de la terapia con caballos: una encontró que había un efecto positivo en la función motora a gran escala y otra encontró que no había evidencia de mejoras.
Los terapeutas ocupacionales pueden utilizar técnicas de neurodesarrollo para promover el movimiento y la postura normales y para inhibir el movimiento y la postura anormales. Las técnicas específicas incluyen compresión y estiramiento de las articulaciones para proporcionar información sensorial-motora y para guiar la salida motora. El tratamiento del neurodesarrollo, a pesar de que se usa comúnmente como terapia para niños con parálisis cerebral, no tiene pruebas sólidas de su uso. Se ha sugerido que la estimulación auditiva rítmica puede ser más eficaz para mejorar la marcha que las técnicas NDT.

## Terapia ocupacional
La terapia ocupacional (OT) permite a las personas con parálisis cerebral participar en actividades de la vida diaria que son significativas para ellos. Se utiliza una filosofía centrada en la familia con los niños que tienen parálisis cerebral. Los terapeutas ocupacionales trabajan en estrecha colaboración con las familias para abordar sus preocupaciones y prioridades para su hijo. Los terapeutas ocupacionales pueden abordar problemas relacionados con las deficiencias sensoriales, cognitivas o motoras resultantes de la PC que afectan la participación del niño en el cuidado personal, la productividad o el ocio. El asesoramiento para padres también es un aspecto importante del tratamiento de terapia ocupacional con respecto a optimizar las habilidades de los padres para cuidar y jugar con su hijo para apoyar la mejora de la capacidad de su hijo para hacer cosas. El terapeuta ocupacional generalmente evalúa al niño para identificar habilidades y dificultades, y condiciones ambientales, como influencias físicas y culturales, que afectan la participación en las actividades diarias. Los terapeutas ocupacionales también pueden recomendar cambios en el espacio de juego, cambios en la estructura de la habitación o edificio, y técnicas para sentarse y posicionarse para permitir que el niño juegue y aprenda de manera efectiva.

### Efecto de las alteraciones sensoriales y perceptivas
Los niños con parálisis cerebral pueden experimentar una disminución de la sensibilidad o una comprensión limitada de cómo el cerebro interpreta lo que ve. Los terapeutas ocupacionales pueden planificar e implementar el entrenamiento sensorial-perceptivo-motor (SPM) para niños con parálisis cerebral que tienen deficiencias sensoriales para que aprendan a asimilar, comprender, planificar y producir un comportamiento organizado. El entrenamiento SPM mejora las habilidades funcionales diarias de las personas con PC. Los terapeutas ocupacionales también pueden usar instrucciones verbales e información visual complementaria, como señales visuales, para ayudar a los niños con parálisis cerebral a aprender y realizar actividades.
Para los niños con parálisis cerebral con movimiento y sensación limitados, aumenta el riesgo de úlceras por presión. Las úlceras por presión suelen aparecer en las partes óseas del cuerpo. Por ejemplo, las úlceras por presión pueden ocurrir cuando un niño tiene una sensación y un movimiento limitados de la parte inferior del cuerpo y usa una silla de ruedas; el coxis soporta peso cuando está sentado y puede volverse vulnerable a las úlceras por presión. El terapeuta ocupacional puede educar al niño, la familia y los cuidadores sobre cómo prevenir las úlceras por presión controlando la piel en busca de áreas de irritación, cambiando de posición con frecuencia o utilizando una silla de ruedas inclinable en el espacio. 

### Efecto de las alteraciones cognitivas y perceptivas
La terapia ocupacional puede abordar las discapacidades cognitivas y perceptivas, especialmente del área visomotora. Para los niños con parálisis cerebral que tienen dificultades para recordar el orden y la organización de las tareas de cuidado personal por la mañana, un terapeuta ocupacional puede elaborar un programa de rutina matutino con recordatorios. Un terapeuta ocupacional puede analizar los pasos involucrados en una tarea para dividir una actividad en tareas más simples. Por ejemplo, el vendaje se puede dividir en pasos más pequeños y manejables. Esto se puede hacer pidiendo a un médico que coloque la ropa en orden para que el niño sepa qué debe ponerse primero.

### Efecto de las discapacidades motoras
El efecto de las discapacidades motoras es significativo para los niños con parálisis cerebral porque afecta la capacidad para caminar, impulsar una silla de ruedas, mantener la higiene, acceder a la comunidad e interactuar con otras personas. Los terapeutas ocupacionales abordan las discapacidades motoras de diversas formas y utilizan diversas técnicas, según las necesidades y objetivos del niño. El terapeuta ocupacional puede ayudar al niño con la rehabilitación motora gruesa o con los movimientos de todo el cuerpo y las extremidades mediante actividades repetitivas. Si el niño tiene debilidad muscular, los ejercicios de resistencia progresiva pueden mejorar la fuerza y la resistencia muscular. La rehabilitación motora fina, o pequeños movimientos específicos, como enhebrar el ojo de una aguja, se pueden implementar para mejorar el movimiento y control de los dedos.
Para los niños con dificultades para hablar, un terapeuta ocupacional puede ponerse en contacto con un terapeuta del habla, realizar evaluaciones, brindar educación y prescribir equipos de adaptación. El equipo adaptable puede incluir pizarrones con imágenes para ayudar con la comunicación y computadoras que responden a la voz.
Los terapeutas ocupacionales pueden ayudar al niño a promover el uso de un brazo descuidado a través de técnicas como la terapia de movimiento inducida por restricción (CIMT), que fuerza el uso del brazo no utilizado colocando el otro brazo en un cabestrillo, yeso o guante de gran tamaño.
Otra técnica de TO que se puede utilizar son las técnicas de facilitación neuromuscular, que implican mover y estirar físicamente los músculos para mejorar la función y que el niño pueda participar en las actividades.
La espasticidad es un problema común que experimentan las personas con parálisis cerebral. Puede causar dolor y pérdida del sueño, afectar la función en las actividades de la vida diaria y causar complicaciones innecesarias. La espasticidad se mide con la escala de Ashworth. La terapia ocupacional dirigida a la espasticidad tiene como objetivo alargar los músculos hiperactivos. Algunas personas con parálisis cerebral utilizan la espasticidad para compensar la debilidad muscular, por lo que reducir la espasticidad puede reducir la función.

### Rol de la Terapia ocupacional en los factores que influyen en la participación
Las barreras a la participación de los niños con parálisis cerebral incluyen la dificultad para acceder a la comunidad. Esto incluye dificultad para acceder a los edificios y usar el transporte. Los terapeutas ocupacionales pueden trabajar con los desarrolladores para garantizar que las nuevas viviendas sean accesibles para todas las personas. Además, los terapeutas ocupacionales a menudo ayudan a las personas a solicitar fondos gubernamentales y sin fines de lucro para proporcionar dispositivos de asistencia, como programas informáticos especiales o sillas de ruedas, a los niños con parálisis cerebral. La disponibilidad de servicios de transporte puede ser limitada para los niños con parálisis cerebral debido a muchos factores, como las dificultades para colocar sillas de ruedas en los vehículos y la dependencia de los horarios del transporte público. Por lo tanto, los terapeutas ocupacionales también pueden participar en la educación y la derivación con respecto a los vehículos accesibles y la financiación.
Los terapeutas ocupacionales abordan los factores comunitarios y ambientales que afectan la participación en actividades de ocio al educar a los niños con parálisis cerebral, a sus familias y a otras personas sobre las opciones disponibles y las formas de adaptación para participar en actividades de ocio de interés. El prejuicio de otros hacia la discapacidad también puede ser una barrera para la participación de los niños con parálisis cerebral en las actividades de ocio. Una forma en que los terapeutas ocupacionales pueden abordar esta barrera es enseñar al niño a educar a otros sobre la PC, reduciendo así el estigma y mejorando la participación. Finalmente, los terapeutas ocupacionales toman en consideración las preferencias de los niños en términos de apariencia cosmética cuando prescriben o fabrican equipos y férulas de adaptación. Esto es importante ya que la apariencia puede afectar el cumplimiento del niño con los dispositivos de asistencia, así como su confianza en sí mismo, lo que puede afectar la participación. Además de proporcionar terapia ocupacional dedicada a estos niños, algunas organizaciones sin fines de lucro a saber. Spastic Society of Gurgaon está brindando asistencia integral que incluye el diseño de dispositivos de asistencia específicos para niños a esos niños para hacer sus vidas más significativas al permitirles ser autosuficientes en la mayor medida posible.[cita requerida]

## Investigación
La mayoría de las investigaciones sobre parálisis cerebral cubren a niños y adolescentes. La terapia con células madre y otras terapias basadas en células se están estudiando como tratamiento. Un tratamiento potencial para algunas formas de parálisis cerebral puede ser la estimulación cerebral profunda. A 2016 Se cree que la investigación en genética y genómica, teratología y neurociencia del desarrollo permitirá comprender mejor la parálisis cerebral. Las pruebas genéticas pueden ayudar a encontrar la etiología o las comorbilidades de los tipos de parálisis cerebral, lo que podría ayudar a aclarar los sistemas de clasificación de la parálisis cerebral. Además, experimentar con combinaciones de terapias puede resultar en beneficios adicionales. Una revisión que analizó los vacíos de la investigación en la parálisis cerebral identificó la neuroplasticidad como una "oportunidad poco investigada para tratar la PC".

## Definición de independencia funcional
A pesar de la transición en la filosofía del tratamiento de los problemas corporales individuales al tratamiento integral de la persona con parálisis cerebral, sigue siendo difícil definir qué es la independencia funcional. La medida de independencia funcional se utiliza a veces para describir a las personas con parálisis cerebral.

## Otras lecturas
- Dodd, Karen J.; Imms, Christine; Taylor, eds. (2010). Physiotherapy and occupational therapy for people with cerebral palsy: a problem-based approach to assessment and management. London: Mac Keith Press. ISBN 978-1-908316-11-0.

- Datos: Q7075817